# 大丘科奇亞河

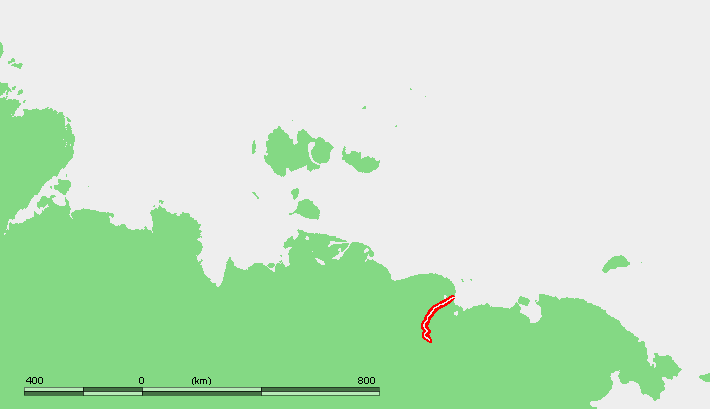

大丘科奇亞河是俄羅斯的河流，位於薩哈共和國，河道全長748公里，流域面積約19,800平方公里，發源自科雷馬低地東部，最終注入東西伯利亞海。

## 外部連結
- Location（页面存档备份，存于）
- Geographical data and picture
- Biostratigraphy of the Late Cenozoic East Siberia (Yakutia) （页面存档备份，存于）
- Palaeogeography, Palaeoclimatology, Palaeoecology: Late Tertiary （页面存档备份，存于）

69°59′45″N 159°06′18″E / 69.9958°N 159.105°E